# 童玲 (乒乓球运动员)
童玲（1962年7月13日—），四川自贡人，中国女子乒乓球运动员。她曾获得4枚世界乒乓球锦标赛金牌和3枚亚洲乒乓球锦标赛金牌。她也参加了1982年亚洲运动会，共获得1枚金牌和3枚银牌。